# Канамари (аравакский язык)
Канамари (Kanamaré, Kanamarí) — мёртвый индейский язык, относящийся к аравакской языковой семье, на котором раньше говорили в районе реки Пурус около перуанско-бразильской границы. Кауфман (1994) перечисляет его как язык группы пиро, возможно, географическая классификация; Айхенвальд оставил его неклассифицированным.
17 издание справочника Ethnologue смешал его с живым языком канамари (такое же название), относящийся к дьяпанским языкам.